# Новокондакове
Новоконда́кове —  село в Україні, у Снігурівській міській громаді Баштанського району Миколаївської області. Населення становить 530 осіб.

## Населення

### Мова
Розподіл населення за рідною мовою за даними перепису 2001 року:
| Мова       | Кількість | Відсоток |
| ---------- | --------- | -------- |
| українська | 516       | 97.36%   |
| російська  | 12        | 2.26%    |
| румунська  | 2         | 0.38%    |
| Усього     | 530       | 100%     |